# Chalcosoma moellenkampi
Chalcosoma moellenkampi är en skalbaggsart som beskrevs av Hermann Julius Kolbe 1900. Chalcosoma moellenkampi ingår i släktet Chalcosoma och familjen Dynastidae. Inga underarter finns listade i Catalogue of Life.

## Bildgalleri

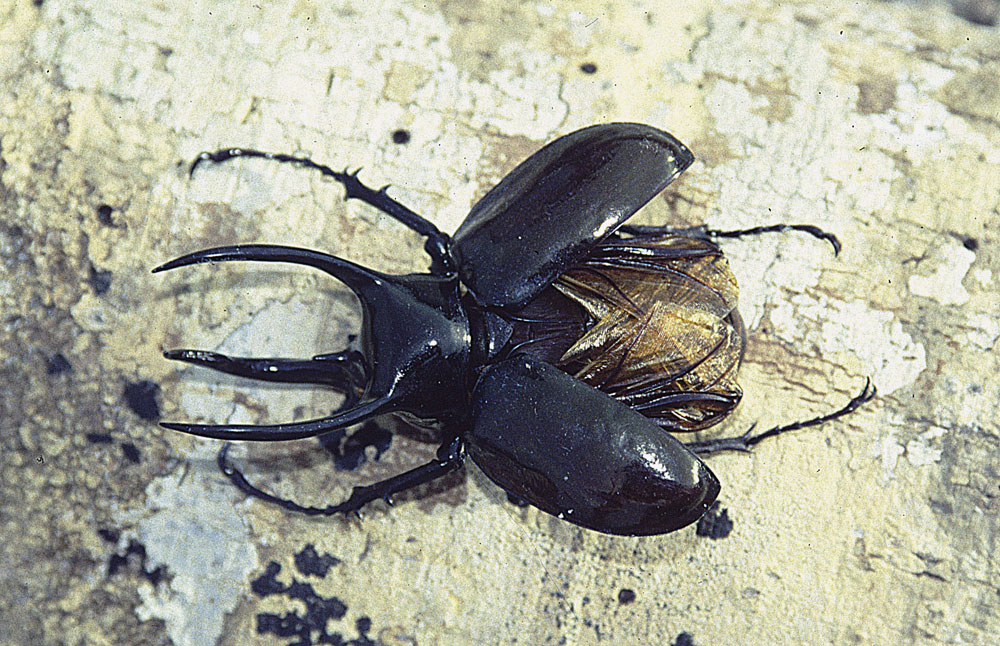